# Concordia (1859)
El bergantín Concordia fue un buque de guerra que sirvió en la escuadra del Estado de Buenos Aires durante la Guerra entre la Confederación Argentina y el Estado de Buenos Aires y en la Armada Argentina.

## Historia
Buque de matrícula mercante, fue adquirido por el Estado de Buenos Aires a fines del año 1859 e incorporado a su armada al mando del teniente José María Cordero, no llegando a participar de ninguna de las acciones navales contra la escuadra de la Confederación Argentina que jalonaron dicho año. 
Mencionado también como bergantín goleta o incluso goleta, tenía 26 m de eslora, 5.5 de manga, 2.5 de puntal, un calado de 1.95 m y 90 t de desplazamiento. Era tripulado por 25 hombres y montaba un cañón de a 16.
En 1860 fue destinado al servicio de guardacosta cubriendo el sector comprendido entre la ciudad de Buenos Aires y Punta Indio. En 1861 dejó su apostadero en Ensenada de Barragán y pasó a Balizas Exteriores, donde complementó su tarea de guardacostas con servicios de buque de cuarentena y de resguardo.
Tras la reunificación de las escuadras, continuó con similar función hasta 1865. 
En 1864 fue dada de alta en la Armada una goleta de igual nombre, cuyo primer comandante fue también José María Cordero.
Al iniciarse la Guerra de la Triple Alianza fue considerado sin valor militar y afectado a tareas de resguardo, sin comando militar y a cargo de un guardián. En 1867 fue dado de baja.